# Взрыв на химическом заводе в Оппау
Взрыв на химическом заводе в Оппау — крупная техногенная катастрофа, произошедшая в 7:32 утра 21 сентября 1921 года на химическом предприятии компании BASF, расположенном близ городка Оппау (Пфальц, на тот момент Бавария), который ныне входит в состав города Людвигсхафена-на-Рейне, земля Рейнланд-Пфальц.
В результате двух взрывов подряд прореагировало в общей сложности около 400 тонн сульфонитрата аммония (смесь сульфата аммония и нитрата аммония 1:1), используемого в качестве удобрения. Причиной аварии стали взрывы в хранилище, с помощью которых разрыхляли слежавшуюся соль. Такие взрывы уже производились тысячи раз и до тех пор считались безопасными. В результате различных технологических изменений аммиачная селитра в хранилище в Оппау, скорее всего, местами накопилась выше критической концентрации, в результате чего один из зарядов взрывчатого вещества вызвал первую детонацию 70-80 т удобрения. Четыре секунды спустя другой заряд взрывчатого вещества инициировал второй, более сильный взрыв 300—400 тонн нитрат-сульфата аммония, который был нагрет и мелко диспергирован первым взрывом. По официальным данным, в результате взрывов погибли или пропали без вести 559 человек и ещё 1977 получили ранения. Взрывы повредили здания в 75 км от места аварии и были слышны даже в Мюнхене и Цюрихе. Если судить по количеству жертв, это была самая страшная авария в истории немецкой химической промышленности и самый крупный гражданский взрыв в Германии. Карл Бош, генеральный директор BASF, приказал немедленно остановить производство аммиачной селитры в Оппау. Оно было возобновлено только два десятилетия спустя.
Невиданная мощность взрыва спустя десятилетия вызвала слухи о том, что якобы в Оппау взорвался ядерный заряд, сконструированный «гениальнейшими умами Германии».

## История азотного завода в Оппау
Достаточное обеспечение растениеводства азотными удобрениями было актуальной проблемой в XIX — начале XX веков. Первоначально для удобрения использовался только навоз, с XIX века к нему прибавилась чилийская селитра — одно из немногих природных ископаемых месторождений нитрата натрия. Поскольку этот ресурс невозобновляем, производство синтетических соединений азота стало важной областью химических исследований на рубеже веков. В дополнение к солям металлов, таким как нитрат натрия, также могут использоваться соли аммония, которые производятся из аммиака в качестве синтетических азотных удобрений.
Примерно с 1900 года Фриц Габер занимался синтезом аммиака непосредственно из азота (который можно получить в неограниченных количествах из воздуха) и водорода с использованием различных катализаторов при повышенных температурах. В 1908 году Badische Anilin- & Soda-Fabrik (BASF) подала заявку на патент на этот процесс прямого синтеза аммиака. С 1909 года Алвин Митташ, работавший над оптимизацией используемых катализаторов, работал над промышленным внедрением процесса в недавно созданной BASF лаборатории аммиака, которая подчинялась Карлу Бошу. В июле 1910 года на заводе BASF в Людвигсхафене были произведены первые 5 кг аммиака по так называемому процессу Габера-Боша. После ввода в эксплуатацию более крупных реакторов суточная выработка увеличилась до 30 кг в 1911 году, а затем до 1000 кг в 1912-м.

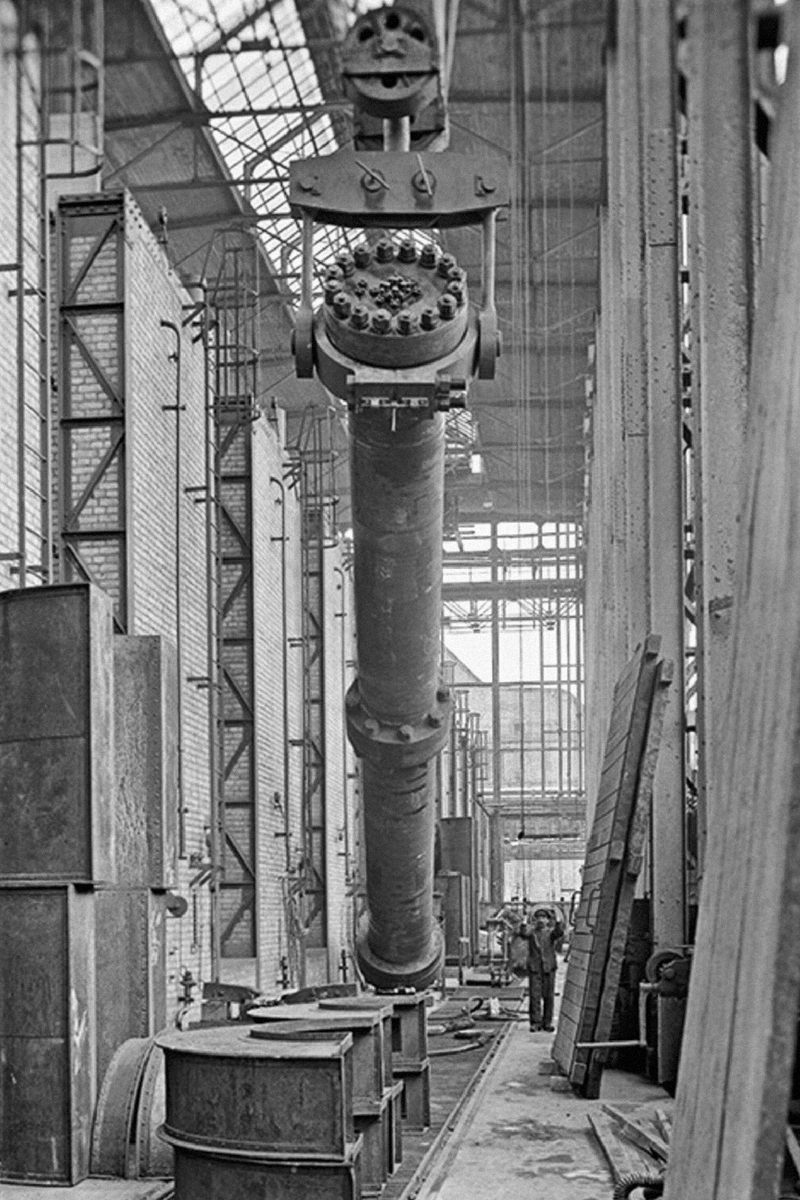
Первый реактор для синтеза аммиака в Оппау

Убедившись в возможности крупномасштабного производственного процесса для приготовления аммиака и сульфатно-аммиачных удобрений, концерн BASF в ноябре 1911 года решил построить азотный завод в Оппау. 7 мая 1912 года он был заложен в 1,5 км к северу от Людвигсхафена на площади около 500 000 м². Тем временем Крупп производил специальные нержавеющие стали, не поддающиеся обезуглероживанию при высокой температуре и давлении до 200 бар необходимых для синтеза. В сентябре 1913 года завод ввел в эксплуатацию первый в мире реактор для промышленного производства аммиака с использованием нового процесса Габера-Боша. Ежедневный объем производства составлял около 30 т аммиака, что означает, что в год можно было производить около 36 000 т сульфата аммония.

### Первая мировая война
В начале Первой мировой войны военно-морская блокада союзников вызвала перебои с поставками в Германскую империю чилийской селитры. Теперь нитраты были нужны не только в сельском хозяйстве, но тем более остро в качестве окислителя для взрывчатых веществ. В сентябре 1914 года BASF и правительство Германии заключили контракт по селитре, который обеспечил снабжение сначала натриевой, а затем аммиачной селитрой. Бош пообещал поставить 5000 тонн селитры всего за шесть месяцев. Взамен правительство было готово инвестировать 6 миллионов марок в завод, который должен был выйти на мощность 7500 тонн в течение одиннадцати месяцев. В том же месяце в Оппау начались работы по строительству опытного завода по производству азотной кислоты путем окисления аммиака, а в следующем месяце (октябрь 1914 г.) началось строительство производства белой соли (названной так из-за цвета), на котором в феврале 1915 г. были запущены первые печи. Позже она была заменена оптимизированной системой.
Из-за близости к Франции с мая 1915 года шли французские воздушные налеты на заводы BASF в Оппау и Людвигсхафене, потому что было известно, что Оппау поставляет нитраты для взрывчатых веществ, а Людвигсхафен производил газообразный хлор, который немецкие войска впервые использовали в апреле 1915 года в качестве химического оружия. Несмотря на то, что общий ущерб на двух заводах был незначительным, BASF после переговоров с правительством начал строительство второго азотного завода в центральной Германии в апреле 1916 года. Завод Leuna недалеко от Мерзебурга (позже Ammoniumwerk Merseburg GmbH) начал работу в апреле 1917 года. В Оппау руководство фабрики решило оставить производственные мощности в рабочем состоянии, несмотря на воздушные налеты, поскольку производство уже значительно упало. Хотя в 1916/1917 годах мощность увеличилась до 100 000 т, фактическое производство азота составляло немногим более 61 000 т из-за различных проблем военного времени. В 1918 году аммиак и селитра составляли половину продаж BASF. Прибыль была использована для расширения завода в Оппау. За это время два азотных завода в Оппау и Мерзебурге вместе произвели продукцию с содержанием азота 90 000 т, которая использовалась почти исключительно для военных взрывчатых веществ.

### Веймарская республика
После перемирия правительство Германии отменило все заказы на взрывчатые вещества и химическое оружие, на которые в то время приходилось почти 78 % продаж BASF. 6 декабря 1918 года в страну вторглась французская армия. За ними последовали инспекторы и технические команды, которые должны были официально следить за разоружением, но также были заинтересованы в приобретении производственных технологий немецкой химической промышленности, особенно синтеза аммиака. Два химических завода на левом берегу Рейна, Оппау и Людвигсхафен, находились под французской оккупацией до 1920 года. Прямая оккупация этих двух заводов BASF закончилась Версальским мирным договором, вступившим в силу в январе 1920 года. В то же время два аммиачных завода в Оппау и Лойне были обязаны поставлять союзникам репарации в размере 50 000 тонн сульфата аммония в год, из которых 30 000 тонн во Францию давал Оппау. В тот же период количество рабочих в Оппау резко возросло за счет тех, кто вернулся с войны, происходили неоднократные забастовки, остановки работы и захваты заводов. В 1921 году в Оппау работало около 11 000 рабочих и служащих.
После войны рынок удобрений был для BASF стратегически более важным, чем рынок красителей. Только на производство аммиака приходилось около 59 % продаж BASF в 1919 году.
Поскольку аммиачная селитра содержит больше азота, чем натриевая (чилийская), ранее использовавшаяся в сельском хозяйстве, производство аммиачной селитры для удобрений продолжилось в Оппау и после войны. Проблема, заключающаяся в том, что нитрат аммония очень гигроскопичен и имеет тенденцию образовывать комки, первоначально была решена путем добавления хлорида калия, который образовывал хлорид аммония и нитрат калия. Полученный продукт продавался под названием калийно-аммиачной селитры. Позже хлорид калия все чаще заменяли сульфатом аммония Это смешанное удобрение продавалось под названием нитрат-сульфат аммония или «смешанная соль». При содержании азота 27 %, нитрат-сульфат содержит столько же действующего азота в 50 кг, сколько его содержится в 90 кг чилийской селитры. В то время нитрат аммония в основном использовался во взрывчатых веществах в качестве окислителя; свойство нитрата аммония детонировать без других компонентов, только при нагревании, не было широко известно. При добавлении инертных веществ, таких как сульфат аммония, согласно тогдашним представлениям, нитрат аммония прекращал быть взрывчатым веществом, и как гражданский продукт соответствовал спецификациям Версальского договора.
Завод в Оппау ежедневно производил 600 тонн сульфата аммония, из которых 100 тонн использовалось для производства нитрат-сульфата. При соотношении смеси 50:50 ежедневный объем производства составлял, таким образом, 200 тонн. Производство и хранение сульфатно-аммиачной селитры на заводе в Оппау было распределено по цехам ОП 111, ОП 110, ОП 112 и ОП 182. Фактическое производство размещалось в цеху ОП 111. Последующая сушка, охлаждение и полное преобразование в двойную соль происходили в цеху ОП 110, деревянном здании размерами 61 м × 31 м с деревянной сводчатой крышей, опирающейся на железобетонную подпорную стену высотой 5 м. Насыщенный раствор по трубопроводу закачивался в цех ОП 110, где затем распылялся. Позже материал по подземному ленточному конвейеру попал в бункер хранения ОП 112, а оттуда другим путем во второй бункер ОП 182. Бункера длиной 172 м, шириной 31 м и высотой 20 м вмещали 77 000 м³ каждый, при этом ОП 112 и ОП 182 вместе могли хранить около 100 тыс. тонн нитрат-сульфата. Большая вместимость была необходима, поскольку нитрат-сульфат был сезонным продуктом в сельском хозяйстве, который накапливался в течение года и поставлялся покупателям крупными партиями весной и осенью.

## Подрывные практики
Из-за остаточной влаги и своей гигроскопичности нитрат-сульфат в бункерах слёживался, и перед выгрузкой его приходилось разрыхлять. Обычно это делалось с помощью небольших взрывов, поскольку механическая добыча кирками и лопатами или экскаваторами была возможна лишь в ограниченных пределах. Частично уже было известно, что нитрат аммония можно взорвать — в июле 1921 г. в Кривальде произошла детонация, когда нитрат аммония дробили с помощью взрыва. Чтобы оценить риск, связанный со взрывами, как BASF, так и Agfa в Вольфене провели обширные лабораторные и взрывные испытания. Эти исследования показали, что путем добавления инертных солей, таких как хлорид калия, хлорид натрия или сульфат аммония, детонационную способность нитрата аммония «можно полностью уничтожить». Было установлено, что нитрат аммония разлагается при температуре 170 °С, а нитрат-сульфат только при 230 °С. Многочисленные испытания на взрыв по Трауцлю (в свинцовом блоке) показали, что предел взрываемости составляет не менее 60 % аммиачной селитры. Двойная соль нитрата сульфата аммония с 54,8 % нитрата и 45,2 % сульфата оказалась невзрывоопасной, как и соль Оппау, в которой нитрат и сульфат смешивались в равных частях. Кроме того, не было обнаружено саморазогрева, который указывал бы на химическую нестабильность. Все проведенные тесты на воспламеняемость нитрат-сульфата также были отрицательными. Рыхление с помощью заряда взрывчатого вещества также считалось очень безопасным, поскольку оно уже использовалось с суперфосфатными удобрениями около 20 000 раз с момента окончания войны компанией BASF в Оппау и около 10 000 раз компанией Agfa в Вольфене без каких-либо проблем. Компетентные регулирующие органы были осведомлены о процедуре и одобрили её. В Оппау для рыхления обычно использовалось от 2 до 5 взрывчатых патронов Perastralit на шурф. Они воспламенялись детонатором с 2 г взрывчатого вещества, которое можно было инициировать от электричества или от запала. В отдельных случаях без каких-либо осложнений использовалось до 18 патронов на шурф, а в некоторых случаях 150 патронов в 25 шурфах одновременно.

## Предшествующие события

Эскиз цеха OП 110

Соляная суспензия распылялась в так называемом распылительном амбаре (ОП 111), а оттуда нитрат-сульфат непрерывно выгружался по ленточному конвейеру в бункер ОП 112. В цеху OП 110 в течение 1921 года были опробованы различные процессы распыления. С 27 апреля АСН впервые распылили на разные, постоянно меняющиеся кучи. Слои вещества перекрывались. Была надежда, что это приведет к лучшему перемешиванию в случае возможных незначительных колебаний состава вещества. Остаточная влажность соли в этот период составляла около 4 %. В конце мая после разрыхления с помощью 100—120 зарядов взрывчатки этот запас был взят из северо-восточного угла, а в юго-западной части и с восточной стороны осталось около 3500 т. Во время второй кампании, которая длилась с конца мая по 19 сентября, соляной раствор распыляли по центральной линии здания над отверстием в полу для конвейерной ленты. Сопло по-прежнему было установлено на высоте 4,5 м под углом 45°. Большая часть соли попадала прямо на конвейерную ленту и, таким образом, вывозилась сразу, остальная часть образовывала стену и перемычки над отверстием в полу и оседала в виде мелкой пыли на балках слоем высотой 35-45 см, особенно у наружных стен бункера. В этой кампании остаточная влажность снизилась с прежних 4 % до в среднем 2 %. Со 2 по 4 сентября около 150 т чистого нитрата аммония было распылено на конвейерную ленту, на которую затем высыпали сульфат. Остатки нитрата аммония в здании OП 110 были тщательно счищены и убраны. 19 сентября производство нитрат-сульфата было остановлено, чтобы освободить здание OП 110. В то время там хранилось около 4500 т нитрат-сульфата различной плотности (от 0,9 до 1,3 г/см³). Еще 7000 т хранились в бункере ОП 112. 20 сентября строительная компания Gebrüder Kratz, у которой был контракт на выполнение работ, начала изымать вещество. Поскольку соляная масса, как это часто бывает, затвердела, во второй половине дня начались подрывы. Подрывник, по показаниям свидетелей, произвёл более тринадцати взрывов 17-ю патронами одного и того же взрывчатого вещества. Ранее, в июне, было взорвано от 100 до 120 зарядов.

## Взрыв

### Утро 21 сентября 1921 года

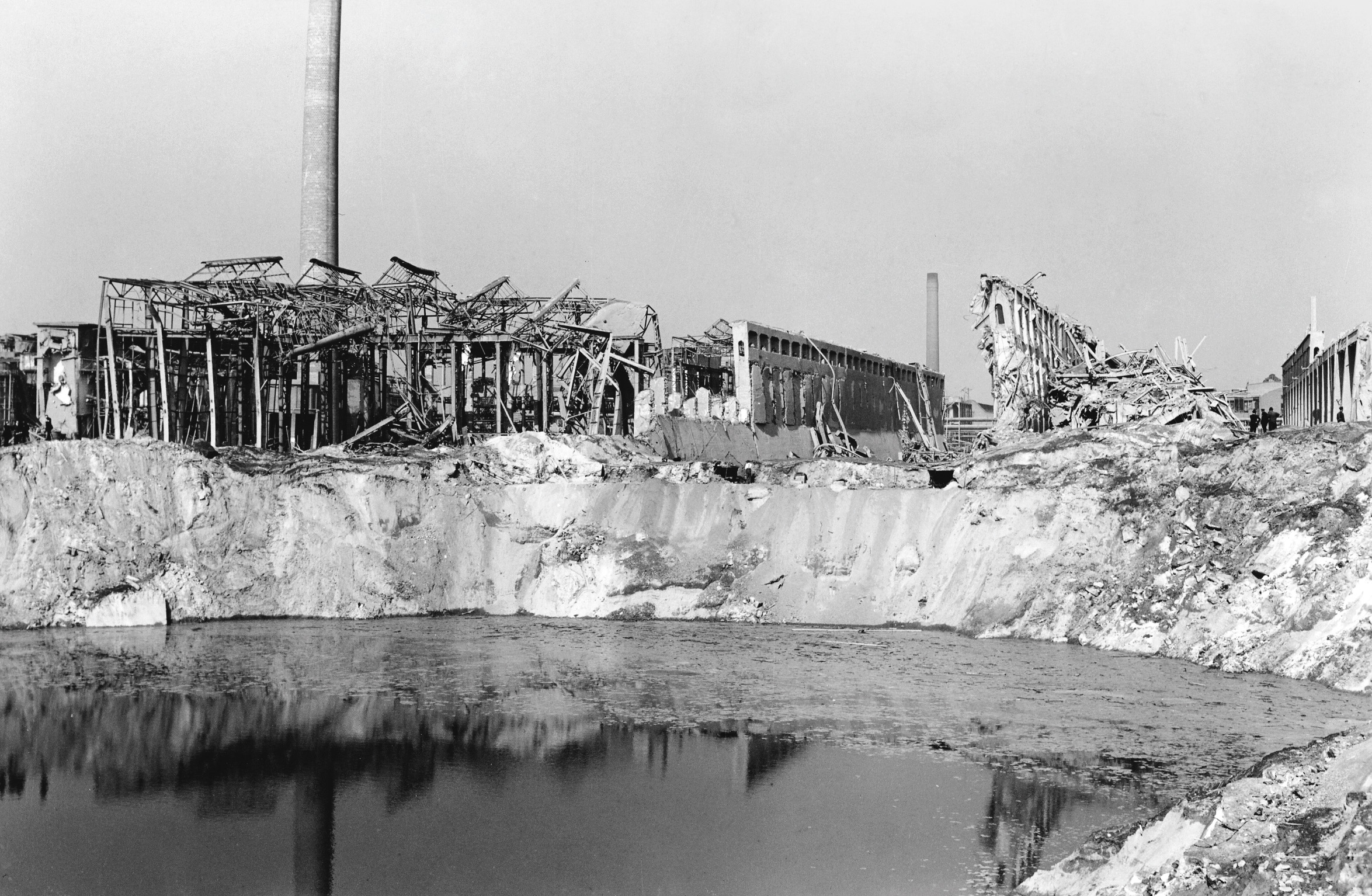
Кратер, образовавшийся в результате взрыва. Люди на снимке позволяют оценить размеры

В 7 часов утра в день аварии эксперт по взрывчатым веществам Герман Хумпе был занят подготовкой следующего взрыва. Хумпе, которого считали добросовестным человеком, прошел обучение у техника-взрывника с декабря 1920 года, получил лицензию инженера-взрывника и с тех пор работал на BASF. На расстоянии от 80 до 120 см вокруг вершины кучи удобрений, по диагонали наружу, с помощью железной трубы были пробиты взрывные шурфы, в которые вставлены два-три патрона и один капсюль-детонатор, а шурфы забиты солью. В этот день для подрыва использовались взрыватели, и утром в распоряжении Хумпе было не более 66 зарядов.
За полчаса до начала дневной смены на заводе работало около 820 человек, а всего на завод уже вошли 2225 человек. В 7:32:14 произошёл мощный взрыв, через четыре секунды после которого последовал еще один, гораздо более сильный. На месте цеха ОП 110 образовалась воронка длиной 165 м, шириной 95 м и глубиной 18,5 м, что соответствует выбросу грунта около 12 000 м³. В пресс-релизах цитируются очевидцы, говорящие, что «огромное огненное явление вспышкой метнулось в небо», расширилось, «сформировав гигантское кольцо», и «огромное серо-черное» облако пыли опустилось «во все стороны» с «ужасным рокотом и грохотом». Другие газеты сообщали, что видели «яркие струи пламени высотой в сотни метров» или «огненный столб».

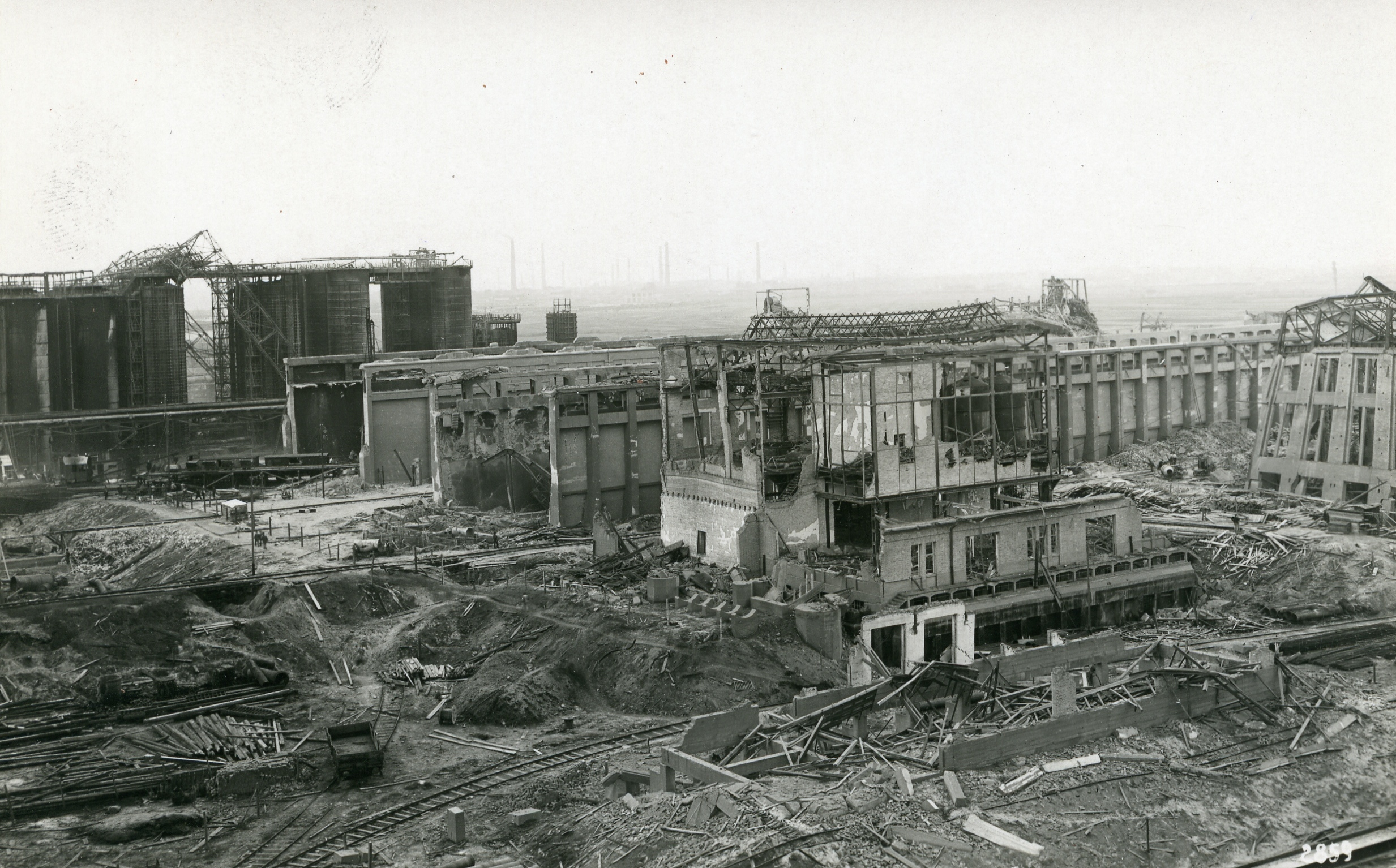
Последствия взрыва в Оппау

В результате взрыва была практически полностью разрушена треть из 300 зданий в радиусе 480 м. В близлежащем городе Оппау с населением 7500 человек полностью разрушено 1036 зданий в пределах 600 м от центра взрыва и еще 928 зданий получили серьезные повреждения на расстоянии до 900 м, остальные 89 зданий получили незначительные повреждения. Всего в Оппау было повреждено или разрушено 3750 жилых и хозяйственных построек. Почти все жители Оппау стали бездомными. На заводе BASF в Людвигсхафене, в 1500 м, были сорваны крыши и выбиты оконные рамы. В Эдигхейме, который граничит с Оппау на северо-западе, 678 из 2138 зданий были полностью разрушены, а еще 1450 повреждены.
На противоположной стороне Рейна также был нанесен огромный ущерб, особенно на острове Фризенхайм. Здания и склады там обрушились или были серьезно повреждены, в результате чего несколько человек погибли и многие получили ранения. В непосредственной близости от Людвигсхафена, Фордерпфальца и Мангейма также был нанесен большой ущерб, и в результате обрушения зданий погибли люди. Сообщается, что детали оборудования завода были разбросаны до самого Мангейма. В Вормском соборе, в 13 км от взрыва, были разбиты все средневековые витражи. В Гейдельберге, в 25 км, с дома сорвало крышу и трамвай сошёл с рельсов. Повреждения зданий наблюдались на расстоянии до 75 км. Подземные толчки ощущались во Франкфурте и Майнце, а взрывы можно было услышать на северо-востоке Франции и даже в Мюнхене, Цюрихе и Геттингене.
Полицейское управление Людвигсхафена сообщило, что к 16:00 было извлечено уже 200 тел, при этом достоверных сведений о количестве раненых сделать не удалось: легкораненые вскоре после аварии бросились домой, а тяжелораненые были развезены на телегах по всем больницам в городе, окрестных поселках и городах.
Поскольку все, кто находился в непосредственной близости от места взрыва, погибли, катастрофу нельзя реконструировать по показаниям свидетелей. Можно утверждать, что взорвалось около 400 т из хранившихся 4500 т нитрат-сульфата. При первом, более слабом взрыве прореагировало около 70-80 т взрыхляемого вещества. Из-за выделившейся энергии вещество, оставшееся в здании ОП 110, было мелкодисперсно раздроблено и нагрето до такой степени, что во втором взрыве участвовало от 300 до 400 т. Остальное вещество было выброшено силой взрывов и обнаружено на местности в виде тонкого слоя соли, а также в виде кусков до 1,2 т весом. Во второй половине дня пошел затяжной дождь, который, предположительно, быстро осадил аэрозольные частицы и очистил воздух.

### После взрыва
Компания, местные власти и французские оккупационные силы приняли участие в спасательных работах и операциях по оказанию помощи и направили доступный транспорт к месту аварии для перевозки раненых. Полковник Меннетрие, французский командующий в Людвигсхафене, появился в 8:30 утра в сопровождении генерала де Меца с первыми воинскими частями. Медицинские службы под командованием полковника Догана и французского Красного Креста переместились из французских гарнизонов 30-го и 32-го корпусов в Шпейере и Ландау. Для лечения раненых французская Рейнская армия направила всех имеющихся военных врачей, а кварталы в Людвигсхафене были эвакуированы. Поль Тирар, верховный комиссар Межсоюзнической комиссии Рейнской области, лично прислал из Парижа десять медсестер Красного Креста и пожертвовал 75 000 марок в качестве первой помощи семьям жертв. Лорд-мэр Франкфурта вместе с Красным Крестом организовал операцию по оказанию помощи с участием нескольких полностью занятых на этой работе машин скорой помощи и 14 врачей. Фриц Габер, находившийся во Франкфурте за 70 км, воспринял взрыв как некое землетрясение. Карл Бош, который был генеральным директором BASF с 1919 года и находился в то время на своей вилле в Гейдельберге, был встревожен дребезжанием окон и образовавшимся облаком дыма и немедленно помчался на завод в Оппау. Сообщается, что он образцово справился с возникшим хаосом, но вскоре после панихиды потерял сознание и не появлялся в течение нескольких месяцев.

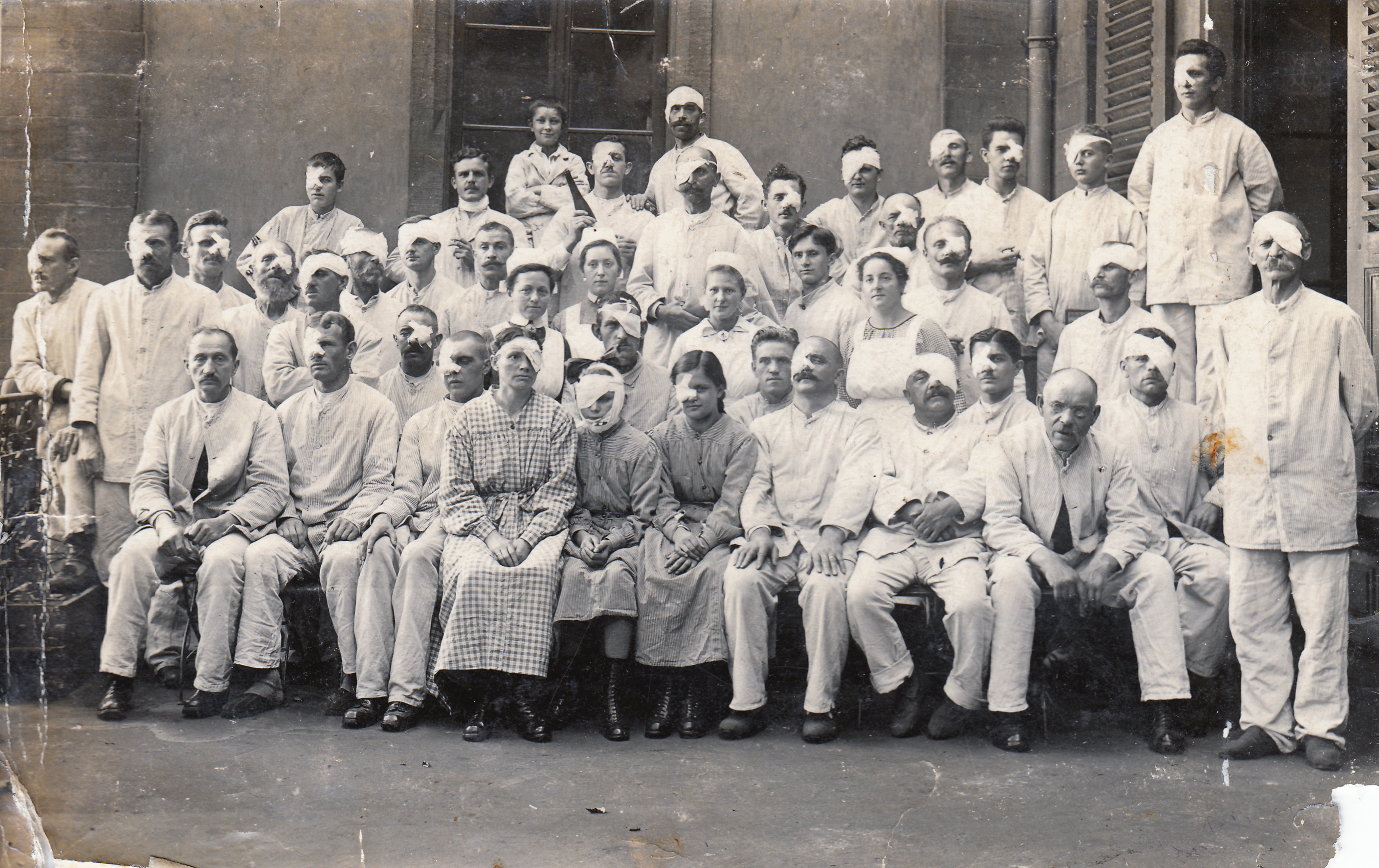
Травмированные сотрудники завода

После аварии ходили многочисленные слухи о катастрофе. Немецкая пресса сообщала о частично апокалиптических сценах
, которые, однако, часто приходится считать преувеличенными. В 10:30 руководство BASF сообщило, что опасности дальнейших взрывов нет. В последующие дни ей пришлось опровергнуть несколько сообщений прессы о том, что завод в Оппау полностью разрушен, что к взрыву причастен процесс Габера-Боша или что над заводом вырываются зеленоватые облака газа. В официальном сообщении дирекция назвала местом взрыва склад с 4500 т нитрат-сульфата и попросила прессу публиковать «только подтвержденные факты»:

К сожалению, мы должны понимать, что катастрофический взрыв, обрушившийся на наш завод в Оппау, и так достаточно сильный, часто сильно преувеличивается в прессе. Чтобы избавить и без того сильно пострадавшее население от ненужного дальнейшего волнения, мы призываем прессу сообщать только истинные факты и воздерживаться от повторения многочисленных циркулирующих бесконтрольно слухов. Как и в среду, мы продолжим предоставлять новости, как только будут фактически определены причина и последствия взрыва, что займет некоторое время, учитывая размер и размах катастрофы. Согласно новостям, которые мы получили к вечеру среды, на данный момент зарегистрировано в общей сложности 244 случая смерти. Следует ожидать дальнейшего увеличения числа убитых и раненых, тем более что около 70 человек пропали без вести. Сообщение о том, что вся фабрика в Оппау была уничтожена, неверно. Фактические производственные мощности относительно мало повреждены. Поэтому мы надеемся, что производство аммиачной воды может быть возобновлено через несколько месяцев. На фабриках в Людвигсхафене работа идет без помех.
— Mannigfaltiges // Deutscher Reichsanzeiger und Preußischer Staatsanzeiger. — 1921. — 23 сентября (№ 223). — С. 3.
В день взрыва Карл Бош приказал немедленно прекратить производство аммиачной селитры в Оппау. Оно возобновилось только два десятилетия спустя. По распоряжению властей доступ к обрушившемуся бункеру ОП 112, в котором еще хранилось 7000 т нитрат-сульфата, был перекрыт колючей проволокой и дополнительно круглосуточно охранялся. После посещения объекта 30 сентября группа экспертов решила, что удаление соли чисто механическими методами не представляет опасности. 16 декабря 1921 г. прусский министр торговли и промышленности Вильгельм Зиринг запретил взрывные работы со смесями удобрений.

### Траур
В воскресенье, 25 сентября 1921 года, на кладбище Людвигсхафен состоялась панихида, на которой присутствовали рейхспрезидент Фридрих Эберт, премьер-министр Баварии граф Лерхенфельд, президент земли Баден, председатель баварского ландтага и многочисленные представители властей. и ассоциации, а также около 70 000 человек. Также присутствовали французские генералы де Мец из Межсоюзнической комиссии по Рейнской области и Дауган в качестве заместителя командующего армией. Из речи Карла Боша:

«Катастрофа не была вызвана ни злоупотреблением служебным положением, ни грехом бездействия. Новые свойства природы, еще необъяснимые для нас, смеются над нашими трудами. То самое сырье, которому суждено было дать пищу и жизнь миллионам людей нашего отечества, которое мы производили и перевозили годами, вдруг оказалось по непонятным нам пока причинам свирепым врагом. Оно превратило нашу работу в руины. Но что все это по сравнению с жертвами катастрофы! Здесь мы совершенно бессильны, и все очевидные вещи, которые мы можем сделать, чтобы утешить скорбящих по утрате и раненых, ничто по сравнению с утратой».
— Geschichte. 1902–1924. basf.com. Дата обращения: 1 апреля 2015. Архивировано 28 февраля 2017 года.
Рейхспрезидент, премьер-министр Баварии, премьер-министры Баден-Вюртемберга и министр торговли Баварии во главе с директорами BASF затем посетили место аварии, встретились с представителями рабочих и служащих и посетили пострадавших в больницах. Вечером мэрия Людвигсхафена сообщила, что опознано 235 погибших, а еще 75 погибших остались неизвестными. Еще 90 человек числятся пропавшими без вести. В тот же день в имперском министерстве труда был основан Имперский комитет помощи Оппау-Людвигсхафену.

### Жертвы
Точное количество погибших и раненых неизвестно. По официальным данным, 559 человек погибли или пропали без вести. Среди погибших 140 сотрудников BASF, 298 сотрудников других компаний и 22 человека, проживающих в окрестностях завода. 38 сотрудников BASF и 61 сотрудник сторонних компаний пропали без вести. Всего было ранено 1977 человек. С другой стороны, в отчете баварской следственной комиссии говорится о 509 погибших и 1917 раненых, в отчёте BASF-Werkzeitung за октябрь 1921 г. говорится о 586 погибших и пропавших без вести, а также о 1952 раненых. Лотар Вёлер из Технического университета Дармштадта зафиксировал 565 смертей в 1923 г., во французском отчете ARIA за 2008 г. говорится о 561 погибшем и 1952 раненых, в то время как в отчете FFI за 2016 г. лишь приблизительно говорится о более чем 500 смертях. Однако число пострадавших могло быть значительно выше, если бы взрыв произошел чуть позже, после начала обычной дневной смены, поскольку многие рабочие в момент аварии отсутствовали на своих рабочих местах.

## Первая помощь и компенсации ущерба

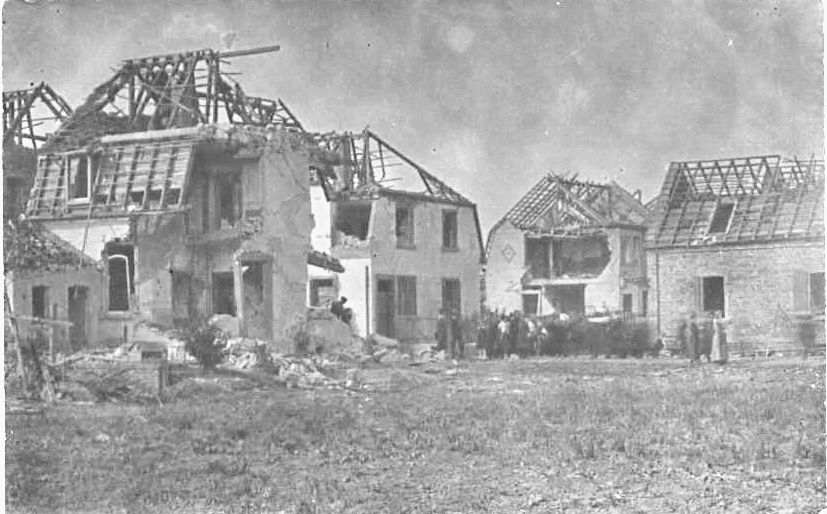
Разрушенные дома в Оппау

Денежные и материальные пожертвования собирались по всему Германскому рейху и за границей. Танцевальные залы и школы в регионе служили временным пристанищем для потерявших жильё. Компания BASF предоставила для питания пострадавших свои кухни. Французские оккупационные силы отправили в Оппау четыре полевые кухни. Красный Крест организовал питание на народных кухнях в Мангейме и Людвигсхафене, Армия Спасения также поддерживала раздачу еды нуждающимся.
22 сентября президент Германии выделил на помощь пострадавшим 250 000 марок из президентского фонда. К 24 сентября было собрано 24 миллиона марок пожертвований. Все ежедневные газеты печатали в своих воскресных и понедельничных выпусках обращение комитета помощи Оппау: «Жертвуйте немедленно и щедро для жертв катастрофы Оппау!» Почтовые отделения, сберегательные кассы и банки расклеили соответствующие плакаты и организовали сборные пункты. Мангеймский траппист Ойген Ругель организовал уличный сбор при поддержке региональных газет и городской администрации. Для двухдневного сбора был задействован городской автопарк и 100 полицейских, после чего четыре гимназии Мангейма были заполнены пожертвованиями: было собрано 500 центнеров продовольствия, а также мебель, предметы домашнего обихода и одежда, для перевозки которых потребовалось 45 грузовиков. Siemens-Schuckertwerke пожертвовала 2 миллиона марок, а народный сбор во Франкфурте к 27 сентября принёс 1,2 миллиона марок. Пожертвования распределяла специально созданная благотворительная организация. Deutsche Heimatfilm GmbH предоставила киноленты рейхсминистру труда Генриху Браунсу, чтобы смонтировать фильмы для благотворительных показов. Deutsche Reichsbahn объявила, что подарки для выживших после катастрофы в Оппау будут перевозиться бесплатно. Центральный комитет помощи в Нью-Йорке предоставил 500 ящиков молока и других продуктов питания на сумму 1 миллион марок и 500 000 марок наличными, которые Немецкий Красный Крест и мэр Людвигсхафена должны были раздать нуждающимся. Шведский Красный Крест пожертвовал 100 000 марок. Но были и предупреждения о мошенниках: Reichsanzeiger сообщал о мошенниках, которые выдавали себя за тяжело страдающих граждан Оппау, чтобы обмануть помогающих.
Еще 23 сентября руководство BASF составило план помощи родственникам жертв и выжившим из шести пунктов. 93 семьи из тех, чьи дома были разрушены, смогли переехать в свободные служебные квартиры. С самого начала концерн BASF отвергал любую юридическую ответственность и юридические претензии, поскольку взрыв произошел не из-за халатности, а скорее был своего рода стихийным бедствием. Тем не менее, компания добровольно выплатила небольшую компенсацию выжившим и родственникам жертв и большую сумму организации помощи Оппау, которая была основана для управления помощью и пожертвованиями. BASF продолжал выплачивать родственникам погибших 2000 марок, а вдовам 50 % стандартной зарплаты. Сотрудники BASF пожертвовали 400 000 марок, а правительство Германии в короткие сроки предоставило 10 миллионов марок. Пострадавшие — не члены семей работников BASF — получили единовременную сумму в размере 20 000 марок от BASF, которая, однако, быстро обесценилась из-за продолжающейся гиперинфляции.
К декабрю 1921 года Имущественное управление Германии и Немецкий Красный Крест построили бараки в общей сложности на 1100 человек, которые можно было использовать для бездомных и завербованных неквалифицированных рабочих. К концу октября 1921 года жилье было предоставлено всем бездомным семьям в Оппау.

## Восстановление
По первоначальным оценкам, ущерб фабрике составил не менее 570 миллионов инфляционных марок, менее трети из которых было покрыто страховкой. Инженеры BASF подсчитали, что восстановление завода в Оппау может занять до года и потребует 10 000 рабочих. Карл Бош доверил работу Карлу Крауху, который сумел заключить договоры найма сотрудников с компаниями со всей Германии. Существующие проекты в этих компаниях были приостановлены, и целые бригады с мастерами во главе отправились в Оппау. Завод в Оппау был перестроен в рекордно короткие сроки и предварительно отремонтирован в течение одиннадцати недель. Работа возобновилась в первую неделю декабря 1921 года, а на полную мощность завод заработал в феврале 1922-го.
Поступают разные сообщения об ущербе, нанесенном окружающим общинам. Некоторые источники оценивают его в сумму от 100 до 200 миллионов марок, другие подсчитали, что только 3750 поврежденных зданий в Оппау составляют в общей сложности более 360 миллионов марок. Урегулирование материального ущерба осуществлялось совершенно по-разному. На правом берегу Рейна, как и в Мангейме и Гейдельберге, действовало право Бадена. Там ущерб от взрыва был полностью покрыт, поскольку существовало юридическое обязательство страховать здания по местной стоимости здания. В Баварском Пфальце действовало баварское законодательство, согласно которому государственная страховая компания платила только в том случае, если была оформлена страховка на случай аварии. В противном случае было застраховано только здание, в котором произошел взрыв. В целом, страховые контракты здесь покрыли только 70 миллионов марок материального ущерба в Оппау, оцениваемого в 321 миллион марок.
Муниципальные строительные власти сформировали комитеты, задокументировали ущерб с помощью фотографий и ограничили цены на строительные материалы, чтобы предотвратить инфляцию. Цель состояла в том, чтобы сделать дома снова пригодными для жизни в зимние месяцы. Уже 6 октября мэрия Людвигсхафена выпустила листовку для домовладельцев и попросила пострадавших сообщать о повреждениях, используя специальную форму. Карл Штютцель из организации по оказанию помощи Оппау снова и снова пытался убедить BASF взять на себя большую часть расходов, которые не покрывались страховыми компаниями. В январе 1922 г. BASF без признания вины или обязательства согласился взять на себя расходы по восстановлению зданий. Работа выполнялась под ответственность организации по оказанию помощи, но под контролем BASF, и потребовала 16 миллионов золотых марок. В конечном итоге восстановление разрушенного города Оппау заняло добрых три года. Новые правила строительства предусматривали, что дома в непосредственной близости от завода в Оппау не будут перестраиваться, а дороги будут расширены с учетом текущей дорожной ситуации. Восточная часть Оппау, которая находилась особенно близко к центру взрыва, осталась незастроенной как опасная зона и район, представляющий интерес для завода, вместо этого был спроектирован новый район на юге. Ряд улиц был перенесен, к главной улице пристроена параллельная, и заложена новая рыночная площадь. Новые дома построены в соответствии с новыми гигиеническими и санитарными требованиями. К концу 1921 года было снесено 230 жилых и 140 хозяйственных построек, восстановлено 600 жилых и 700 хозяйственных построек. Начало нового строительства приходится на весну 1922 года. Ремонт мебели был передан в общей сложности 655 региональным компаниям столярными мастерскими организации помощи. Закупка строительных материалов для крупнейшей строительной компании Германского рейха и все более быстрая инфляция были постоянными проблемами. Постоянные трудовые споры, закрытие мостов через Рейн французскими войсками и Рурский конфликт 1923 года усугубили проблемы со снабжением. К моменту роспуска организации по оказанию помощи в ноябре 1924 г. было построено 2647 новых зданий.
Архитектор Альберт Бослет сделал себе имя во время реконструкции города Оппау.

## Расследование
Во второй половине дня после аварии тогдашнее правительство Баварии, отвечавшее за управление Баварским Пфальцем, приняло решение о создании следственной комиссии из пяти человек. Через неделю, 28 сентября 1921 года, правительство Германии создало следственную комиссию из восьми человек, которая впервые собралась 6 октября в Людвигсхафене. Члены баварской комиссии по расследованию также приняли участие в других пяти встречах в Людвигсхафене и шести встречах в Берлине. Сам концерн BASF также принимал участие в расследовании. Прокуратура Франкенталя возбудила уголовное дело в отношении членов руководства компании Карла Крауха (заместитель директора), Иоганна Фаренхорста (уполномоченное лицо) и Франца Лаппе (заместитель директора) за убийство по неосторожности и нанесение телесных повреждений. 30 сентября 1921 г. в присутствии следственного судьи и прокурора, экспертов Федерального Химико-технического института и известного химика Эрнста Рихарда Эскалеса во Франкентале состоялась встреча, а затем выезд на место с участием органов торгового надзора и торговой ассоциации.
Официальные следственные комитеты договорились о разделении труда и привлечении различных специалистов: химико-технические испытания проводились на месте баварской следственной комиссией. Физико-технические исследования проводились Александром Гутбиром, заведующим лабораторией неорганической химии Штутгартского технического университета. Аналитические взрывные испытания проводились Лотаром Вёлером из Технического университета Дармштадта и, в частности, из Федерального Химико-технического института под руководством Германа Каста. Химик и давний редактор журнала для всей индустрии стрельбы и взрывчатых веществ Эрнст Рихард Эскалес занимал особое положение в качестве эксперта окружного суда Франкенталя, поскольку большая часть результатов испытаний была опубликована в его журнале. Кроме того, в качестве экспертов привлекались Эмиль Бергманн, директор, и Фриц Ленце, еще один сотрудник Химико-технического института. Операционные и аналитические журналы были извлечены из-под обломков завода, что позволило рассчитать объемы переработанной аммиачной селитры и сульфата и произведенного удобрения. Различные образцы из остатков здания OП 111, разрушенного здания OП 110 и обрушившегося бункера OП 112, а также остатки взрывчатых веществ были изъяты для их тщательного изучения.
30 ноября 1921 г. Химико-технический институт опубликовал первоначальный отчет и подробную информацию о взрывных испытаниях. Второй отчет был опубликован 24 июня 1922 г.. С 1925 года собранные данные затем публиковались Германом Кастом в нескольких специальных приложениях к журналу для всей индустрии порохов и взрывчатых веществ.
10 апреля 1923 г. окружной суд Франкенталя прекратил дело против руководства BASF, так как свидетельские показания и заключения экспертов не выявили никаких доказательств вины или халатного поведения.

## Причины и ход катастрофы
Предположения о том, что источником взрыва была установка Габера-Боша, большой газовый компрессор, один или несколько больших резервуаров с водородом, котельная или одна из лабораторий, можно было опровергнуть уже во время посещения объекта сразу после аварии. Диверсию или тайное хранение боеприпасов в здании ОП 110 исключили относительно быстро, так как необходимое количество взрывчатки (более 100 тонн) не могло быть спрятано от рабочих. Подозрение депутата-коммуниста Германа Реммеле о том, что премиальная система в Оппау, которая предусматривала особое вознаграждение в зависимости от объема производства, приводила к небрежной работе и, следовательно, к нарушениям в производстве, не подтвердилось после изучения бухгалтерских книг компании. После исключения различных других причин, таких как саморазогрев нитрат-сульфата, закончившийся взрывом, наиболее вероятной основной причиной аварии является переход производства на процесс распыления и расширение производства в только что построенном здании ОП 110. Новый процесс сушки распылением сделал нитрат-сульфат аммония более сухим, рыхлым и мелким, что облегчало его выборку из хранилищ, но одновременно все эти три фактора повысили взрывную способность удобрения . При распылении в здании ОП 110 большая часть массы быстро падала на землю, в то время как небольшая часть очень мелко раздробленного материала (< 1 %) оставалась в воздухе дольше и откладывалась лишь постепенно, дальше от конвейерной ленты в виде рыхлого слоя толщиной от 35 до 50 см, который все больше состоял из аммиачной селитры. Возможность такого обогащения была подтверждена исследованиями Гутбира, который обнаружил, что двойная соль вообще не образуется при температуре 120 °C, и лишь частично образуется при преобладающих условиях распыления (более 60 °C). В ходе взрывных испытаний Каст, наконец, смог показать, что коммерчески доступный оппауский нитрат-сульфат аммония с соотношением 1:1 может быть взорван при рыхлом заполнением (плотность ≤ 0,9) и сильном детонаторе. Взрывная способность увеличивается с количеством вещества: меньшее количество, как в испытаниях BASF, не приводило к взрыву. Каст также обнаружил, что при одинаковом химическом составе взрывчатая способность увеличивается просто потому, что сульфат аммония находится в виде более крупных кристаллов, а нитрат — более мелких. В дополнение к химическому составу, физические свойства и обстоятельства воспламенения также в значительной степени определяют взрывоопасность смеси. Таким образом, относительно двух последовательных взрывов Каст пришел к выводу, что первый взрыв «привел оставшуюся соль в состояние, благоприятное для образования более крупного взрыва, так что второй, более поздний взрыв мог произвести гораздо больший эффект, чем первый».
На основании собранных результатов испытаний различных комиссий и экспертов сделаны следующие выводы: к катастрофе привело сочетание различных факторов: внедрение распылительной сушки в начале 1921 г. привело к изменению физических свойств, что сделало нитрат-сульфат более чувствительным к детонации. Крупнокристаллический сульфат аммония, добавленный к раствору нитрата, по-видимому, не растворялся полностью, поэтому при распылении он падал на землю быстрее, чем нитрат, кристаллизующийся в виде мелких частиц. Это привело к обогащению небольшого количества (0,1-0,2 % от объема производства) мелкодисперсной фракции до содержания нитрата > 55 %, при котором смесь становится достаточно чувствительной к давлению взрыва пестралитных зарядов для дробления. Обогащённая фракция отлагалась преимущественно на периферийных участках здания ОП 110, поэтому она не подвергалась регулярному сбору, и слой достиг мощности около полуметра (запас около 100 т). Взрыв, произошедший, по крайней мере частично, в пределах этого богатого нитратом слоя, стал первым. Тонкое диспергирование и тепловое возбуждение большего количества нитрат-сульфата, несмотря на правильное соотношение компонентов, в новых физических условиях привело ко второму взрыву.

### Конспирологические теории
Хотя разведывательные службы союзников пришли к выводу, что в BASF не велось тайных военных исследований и не хранились взрывчатые вещества, продолжали распространяться утверждения об обратном, подпитываемые предположениями и слухами о том, что Германия продолжает тайно разрабатывать оружие. Как писала New York Times 31 октября 1921 года:

     […] можно обоснованно подозревать, что на заводе в Оппау, который, как мы помним, производил бо́льшую часть хлора и фосгена, использовавшихся немцами в газовых атаках во время войны, проводились эксперименты секретного характера. Бремя доказывания должно лежать на компании Badische, которая должна доказать, что её исследования и энергия ограничиваются продуктами мирной промышленности. […] коль скоро хорошо известно, что в Германии есть нераскаявшаяся и мстительная военная партия, которая рассчитывает на новую войну, чтобы восстановить свою пагубную силу, и когда мир считает, что эти опасные реакционеры приветствовали бы открытие их химиками газов огромной разрушительной силы, не исключено, что катастрофа в Оппау могла быть вызвана тайными экспериментами этих химиков.
Оригинальный текст (англ.)[…] it might reasonably be suspected that experimenting of a secret nature was going on at the Oppau factory, which, it will be recalled, manufactured most of the chlorine and phosgene used by the Germans in their gas attacks during the war. The burden of proof should be upon the Badische Company to make out a case of confining its researches and energies to products of peaceful industry. […] but when the fact is well known that there is an unrepentant and revengeful military party in Germany that looks to another war to restore her baleful power, and when the world believes that these dangerous reactionaries would welcome the discovery by their chemists of annihilating gases of enormous power, it is not inconceivable that the disaster at Oppau may have been due to covert experimenting by those chemists

Сразу после взрыва Daily Telegraph и Wall Street Journal предположили, что в Оппау был произведен новый «газ с ужасными взрывными эффектами». Даже в 1961 году, на сорокалетие катастрофы, австралийская газета сообщила, что город Оппау был полностью разрушен взрывом секретного немецкого склада оружия и восстановлен на новом месте.

## Память

Памятники и надгробия
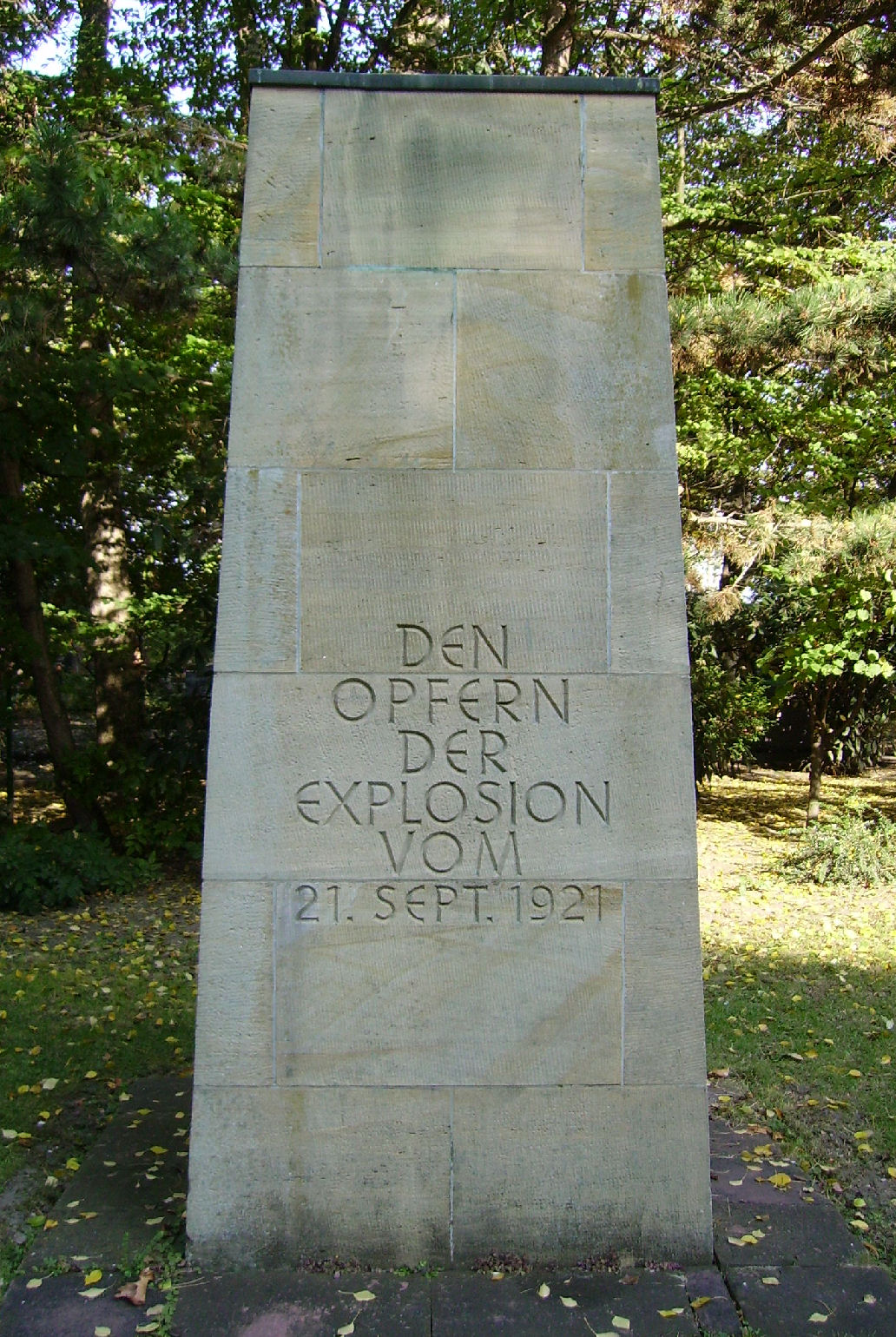
Оппау
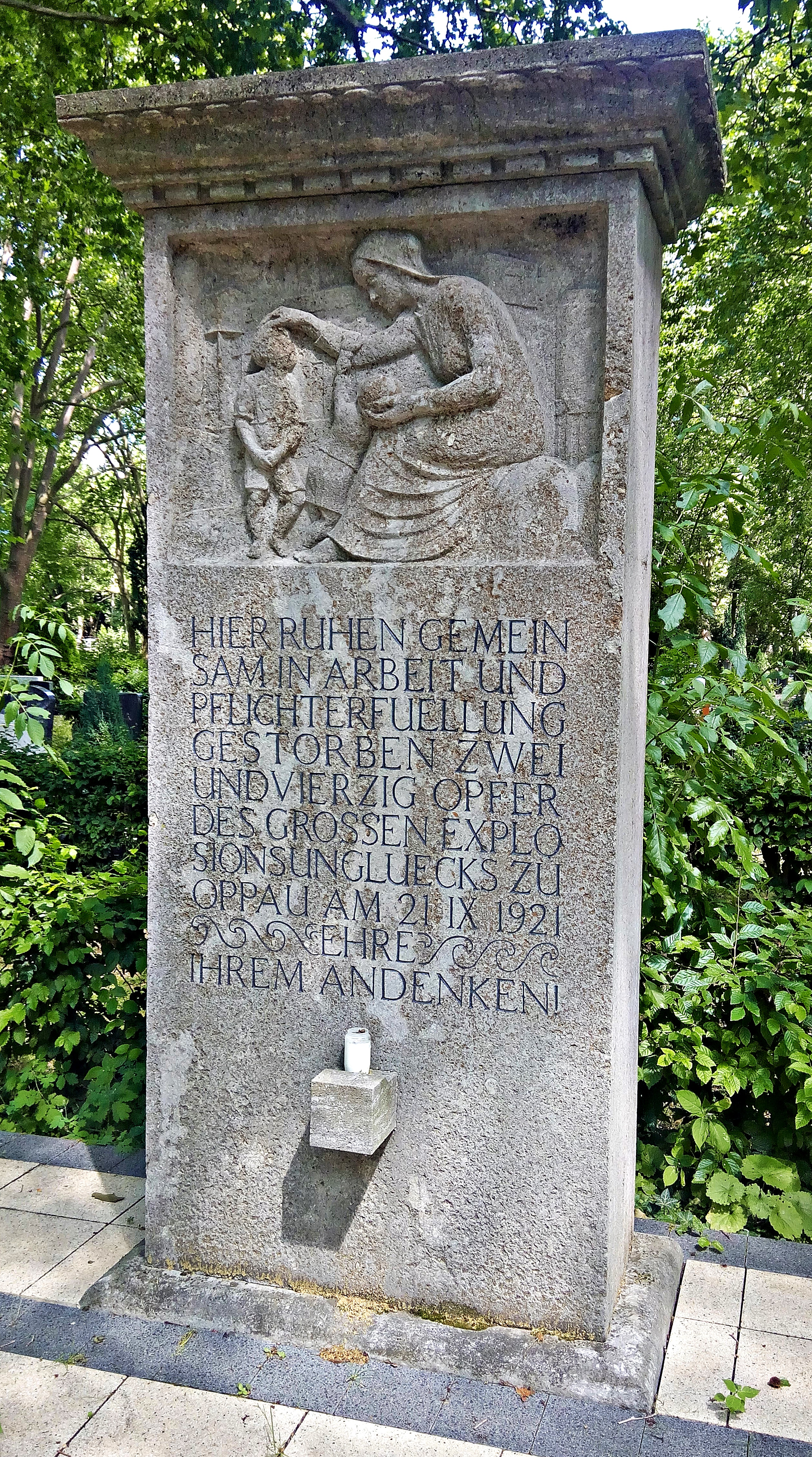
Франкенталь
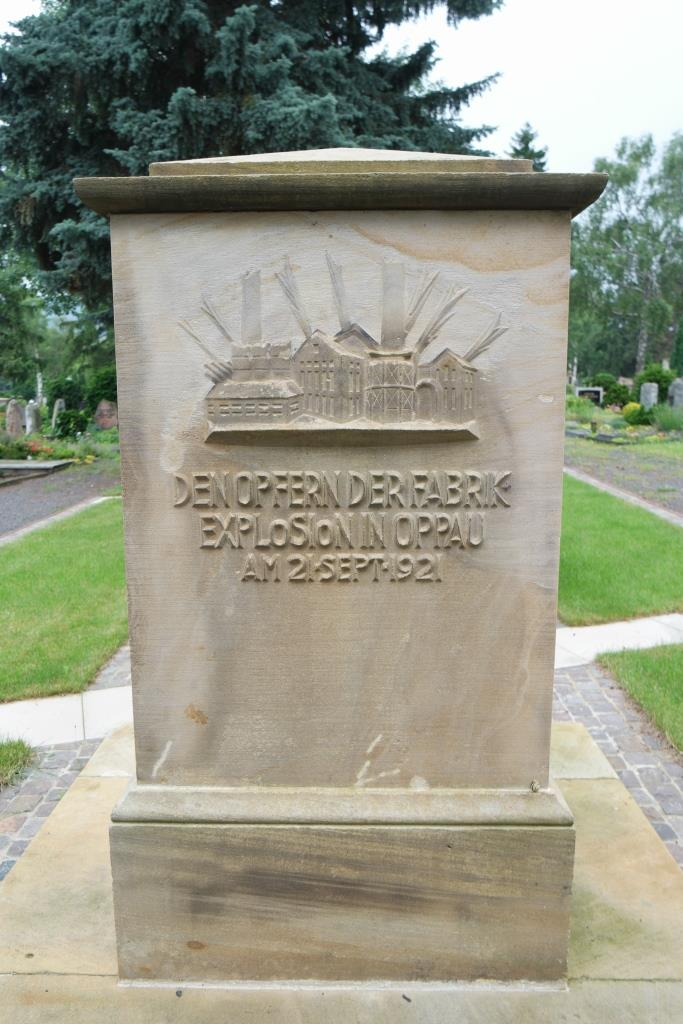
Нойштадт

На кладбище Оппау установлен памятный камень. В ознаменование катастрофы улица на территории BASF названа «Трихтерштрассе»; на ней и сегодня ещё много производств удобрений. На главном кладбище Франкенталя находится общая могила с памятным камнем, в которой вместе похоронены 42 жертвы аварии из этого соседнего города. Мемориал на главном кладбище в Нойштадт-ан-дер-Вайнштрассе увековечивает память 14 жертв, погибших в городе. По случаю 100-летия аварии 22 августа 2021 г. в музее Карла Отто Брауна в Людвигсхафен-Оппау открылась специальная выставка с текстовыми панелями, историческими фотографиями, научно-популярными книгами и вырезками из старых газет, которая продлилась до 24 октября 2021 г. В городском архиве Людвигсхафена также хранятся информационные материалы по этому вопросу. Поэт-экспрессионист Франц Рихард Беренс (1895—1977) написал стихотворение об аварии под названием «Оппауаммониак».